# Ghost-Riders MC
Der Ghost-Riders MC, nicht zu verwechseln mit dem Ghostrider’s MC, war ein deutscher Motorcycle Club. Er ging am 21. April 2001 im Outlaws MC auf.

## Geschichte
Der Motorcycle Club Ghost-Riders MC wurde 1973 in Kitzingen von US-amerikanischen GIs gegründet. Der Club wählte als Symbol einen Totenkopf mit Flügeln und als Schriftzug die Farbe schwarz auf weißem Grund. Nicht unähnlich dem Colour der Outlaws trug auch dieser Totenkopf den Namen „Charly“ (allerdings mit „y“ statt mit „ie“). 1974 folgte ein Chapter in Stuttgart. Ende der 1970er Jahre war der MC auf vier Chapter angewachsen und Mitte der 1980er existierten neun Chapter. Bekannt wurde der Club in der Rockerszene durch seine großen und gut organisierten Rallys. Die sogenannte Presi-Rally, ein Treffen der Präsidenten der unterschiedlichen Clubs zum Klären von Problemen und zur Terminabsprache richteten sie 1977 und 1979 aus. 1992 richtete der Club das Biker Jamboree aus, eine Musikveranstaltung mit zahlreichen Hard-Rock-Bands wie Saxon, Gotthard, Motörhead, ZZ Top und Canned Heat.
Verwechselungsgefahr bestand jahrzehntelang mit dem ebenfalls deutschen Club Ghostrider’s MC, dessen Clubfarbe gelb war. Beide MCs galten jahrelang als Rivalen. Der Ghostrider’s MC wechselte allerdings 1999 zu den Bandidos. Die Ghost-Riders dagegen wechselten am 21. April 2001 mit den 400 Mitgliedern aller 30 Chapter geschlossen zu dem vorher in Deutschland nicht existenten Outlaws MC. Als Grund wurde eine lange Freundschaft mit dem britischen Outlaws Midlands MC (der erst 2000 offiziell in die Outlaw-Nation aufgenommen wurde) angegeben.